# Campionato francese di tennis 1924
Il Campionato francese di tennis 1924 (conosciuto oggi come Open di Francia o Roland Garros) è stato la 29ª edizione del Campionato francese di tennis, l'ultima riservata ai tennisti francesi o residenti in Francia. Si è svolto sui campi in terra rossa del Racing Club de France di Parigi in Francia.
Il singolare maschile è stato vinto da Jean Borotra, che si è imposto su René Lacoste in cinque set col punteggio di 7–5, 6–4, 0–6, 5–7, 6–2. Il singolare femminile è stato vinto da Julie Vlasto, che ha battuto in due set Jeanne Vaussard. Nel doppio maschile si sono imposti Jean Borotra e René Lacoste. Nel doppio femminile hanno trionfato Marguerite Billout e Yvonne Bourgeois. Nel doppio misto la vittoria è andata a Marguerite Broquedis in coppia con Jean Borotra.

## Seniors

### Singolare maschile
Jean Borotra ha battuto in finale   René Lacoste, con il punteggio di 7–5, 6–4, 0–6, 5–7, 6–2.

### Singolare femminile
Julie Vlasto ha battuto in finale  Jeanne Vaussard con il punteggio di 6–2, 6–3.

### Doppio maschile
Jean Borotra /  René Lacoste

### Doppio femminile
Marguerite Billout /  Yvonne Bourgeois hanno battuto in finale  Germaine Golding /  Jeanne Vaussard con il punteggio di 6–3, 6–3.

### Doppio misto
Marguerite Broquedis /  Jean Borotra